# Alblasserdam
Alblasserdam  è una municipalità dei Paesi Bassi di 19 006 abitanti situata nella provincia dell'Olanda Meridionale.